# Ценообразование
Ценообразование — установление цены на товар или услугу. Различают две основные системы ценообразования: рыночное ценообразование на основе взаимодействия спроса и предложения и централизованное государственное ценообразование на основе назначения цен государственными органами.
В рыночной экономике процесс выбора окончательной цены производится в зависимости от себестоимости продукции, цен конкурентов, соотношения спроса и предложения и других факторов.

## Определение
Цена и ценообразование — важнейшие понятия рыночной экономики. Самыми общими словами, ценой мы называем ту денежную сумму, которую покупатель отдаёт на рынке в обмен на реализуемый продавцом товар. Таким образом, цена — основная характеристика товара с точки зрения рыночной экономики.
Общепризнанного определения такой сложной экономической категории, как цена, нет. Одним из наиболее удачных образных определений можно назвать следующее: цена определяется затратами производителя и искусством продавца. Цена призвана отражать интересы всех участников рынка: производителю необходимо возместить вложенные средства и получить прибыль; покупатель должен оправдать стоимость приобретённого товара, получив в свою очередь выгоду от его использования.
Ценообразование — один из ключевых факторов рыночной экономики и наиболее сложный участок маркетинговой работы. Коммерческая успешность любого производителя товаров или услуг во многом определяется выбором стратегии и тактики ценообразования. Сложность состоит в том, что цена в конкретный момент времени может зависеть от множества факторов — не только экономических, но и политических, и социальных, и психологических.
Оптимальная цена на товар или услугу:
- обеспечивает рентабельность предприятия;
- интересна покупателю;
- позволяет поддерживать присутствие товара на рынке и его сбыт на неснижаемом уровне.

## Цели ценового менеджмента
Выделяется несколько основных целей, которые может преследовать производитель товаров или услуг при установлении цены:
- Сохранение предприятия — такую задачу производитель вынужден решать на рынке очень высокой конкуренции, либо в случае, когда запросы потребителей подвержены резким колебаниям необъяснённой природы.
- Максимум текущего дохода, то есть увеличение объёма продаж и валовой выручки.
- Максимум текущей прибыли, то есть извлечение наибольшей прибыли в условиях определённого рынком баланса спроса и предложения на текущий момент времени.
- Завоевание рынка — производитель стремится максимально увеличить объём сбыта, пренебрегая сиюминутной прибыльностью, имея цель в будущем наверстать прибыль за счёт уменьшения доли постоянных издержек в цене товара.
- Завоевание лидирующей позиции — производитель готов поддерживать достаточно высокую цену на товар, позволяющую покрывать расходы на инновации и усовершенствование продукции, с тем, чтобы обеспечить репутацию лидера по качеству.

## Виды цен на мировых товарных рынках
В практике хозяйствующих субъектов применяются различные виды цены на товар:
- Розничная цена — применяется при реализации товара конечным индивидуальным потребителям на предприятиях розничной торговли.
- Оптовая цена — определяется, как правило, контрактом на поставку. В зависимости от возможности пересмотра цены в процессе исполнения контракта, оптовая цена может определяться следующим образом:
  - Твёрдая цена (стабильная цена, фиксированная цена, гарантированная цена) — устанавливается при подписании контракта и не подлежит пересмотру в течение всего срока поставок;
  - Подвижная цена — изменяется в зависимости от колебаний цены на товар на рынке; при этом в условиях пересмотра цены (называемых ценовой оговоркой) обязательно указывается тот официальный источник статистической информации о среднерыночной цене, который будет использован. Такая цена устанавливается обычно в случае долгосрочного контракта на поставку сырья, сельскохозяйственной продукции, продукции тяжёлой промышленности;
  - Скользящая цена — корректируется в зависимости от возможных изменений себестоимости товара. Такая цена может устанавливаться в случае, когда продукция длительного срока изготовления целенаправленно создаётся в рамках данного контракта. При этом стороны не только устанавливают первоначальную цену, но и определяют в контракте её структуру, а также метод корректировки цены на случай изменения стоимости материалов, уровня оплаты труда, изменения условий налогообложения и других факторов, влияющих на издержки производителя.
- Справочная цена — цена на товар, публикуемая производителем в каталогах, прейскурантах, периодических печатных изданиях. Эта цена является базисной для установления контрактной цены с конкретным покупателем; она может быть номинальной (то есть определённой службой маркетинга на основе собственных расчётов) либо основанной на последних по времени продажах аналогичного товара.
- Аукционная цена — цена на товар, определяемая в результате проведения аукциона. Эта цена наиболее «справедлива» в том смысле, что она определяется исключительно по реальному балансу спроса и предложения, сложившемуся на дату реализации товара.

## Факторы, влияющие на ценообразование
Цена на товар на определённом рынке не является постоянной величиной даже в пределах небольшого срока. Цены подвержены изменениям и колебаниям в зависимости от целого ряда факторов, начиная от политических и макроэкономических событий и заканчивая модой и погодой. Некоторые из этих факторов могут быть спрогнозированы, другие же носят вероятностный характер или вовсе непредсказуемы.
В связи с этим при ценообразовании важно понимать, какие факторы оказывают влияние на определение цены, в какой мере производитель может использовать позитивные и нивелировать влияние негативных факторов.
Внутренние факторы, воздействующие на формирование цены производителем:
- цель, преследуемая производителем,
- стратегия реализации определённой группы товаров (методы продвижения продукции),
- финансовые возможности предприятия,
- возможность и способность своевременной и точной пообъектной оценки издержек производства,
- организация ценообразования, возможности оперативного и эластичного ценового регулирования,
- сопутствующие услуги, предоставляемые производителем конечному потребителю (техническое обслуживание, гарантийный ремонт).

Внешние факторы, которые необходимо учитывать при ценообразовании:
- макроэкономические — фаза экономического цикла, общее состояние совокупного спроса, величина инфляции;
- микроэкономические — величина издержек производства и обращения, условия налогообложения;
- уровень спроса и предложения товара на рынке, а также близких по качеству аналогичных (взаимозаменяемых) товаров;
- потребительские качества товара — полезность, эффективность, надёжность, дизайн, экономичность, престижность;
- зависимость спроса от специфических условий — сезонности спроса, наличия точек ремонта и обслуживания, величины эксплуатационных расходов потребителя;
- политические, например, государственное регулирование обращения отдельных видов товара и ценообразования на них.

## Стратегии ценообразования
Формирование стратегии ценообразования предусматривает ряд этапов:
- определение оптимальной величины производственных затрат в условиях сложившегося уровня цен на рынке;
- установление полезности предлагаемого на рынок товара и сопоставление его потребительских свойств с запрашиваемой ценой;
- расчёт объёма производства продукции и доли рынка, обеспечивающей оптимальное достижение поставленной управленческой цели;
- анализ конкуренции: прогноз ответной реакции конкурентов и её влияния на ценовые мероприятия.

Выделяются следующие направления стратегий ценообразования:
- Стратегия проникновения заключается в установлении цены на товар заметно ниже того уровня, который воспринимается большинством потребителей как соответствующий экономической ценности товара. Эта стратегия позволяет расширить круг потребителей и привлечь к торговой марке большое количество покупателей. В то же время реализация стратегии проникновения может негативно сказаться на имидже товара и снизить его престижность; помимо этого, она может принести эффект лишь в том случае, если конкуренты не могут ответить адекватным уменьшением цены на подобный товар.
- Стратегия снятия сливок обратна стратегии проникновения и представляет собой установление завышенной цены с целью отсечения большинства покупателей. Это имеет смысл в том случае, если увеличение прибыли за счёт высокой цены сможет нивелировать потери, обусловленные снижением объёма продаж.
- Нейтральная стратегия предполагает сохранение занятой доли рынка и достигнутого уровня прибыли. На практике она используется тогда, когда реализация стратегии снятия сливок невозможна из-за чувствительности потребителя к уровню цен; в то же время попытка использования стратегии проникновения будет встречена жёсткой реакцией конкурентов.
- Стратегия дифференцированных цен заключается в использовании широкой линейки всевозможных скидок и льготных цен для различных покупателей в целях стимулирования сбыта определённых видов продукции, привлечения отдельных групп клиентов, поддержания «верности» покупателя торговой марке или продавцу, нивелирования сезонности реализации товара.
- Стратегия престижного товара предусматривает повышение качества товара относительно аналогичных образцов конкурентов с одновременным повышением цены. При этом цена должна расти в пропорции большей, чем издержки, обусловленные повышением качества, что даёт увеличение прибыли.
- Стратегия лидера рынка предполагает установление и корректировку цен в соответствии с действиями ведущего предприятия отрасли.
- Инвестиционная стратегия не ориентируется на текущее состояние рынка. Цена на товар (обычно технологически сложный, с длительным сроком производства) устанавливается на основе себестоимости с применением установленной на предприятии нормы прибыли.

При этом возможно применение различных стратегий ценообразования при реализации одного и того же товара на различных рынках (например, на внутреннем и на экспортном).

## Методики ценообразования
При самом общем подходе методы ценообразования можно разделить на три группы — ориентированные на издержки, на спрос и на действия конкурентов.
Методы, ориентированные на издержки, хороши тем, что нет необходимости собирать информацию о состоянии рынка и величине спроса; все данные необходимые для формирования цены производителю представляет его бухгалтерия.
Наиболее простой вариант включает в себя определение себестоимости товара с начислением установленной нормы прибыли. Этот метод применяется, в основном, в случаях, когда продукция предназначена на экспорт; когда основным потребителем продукции является государство; либо когда продукция реализуется путём участия в тендерах.
Если же такой товар реализуется на открытом внутреннем рынке, то расчётная цена сравнивается с действующей рыночной ценой. По итогам такого сравнения принимается решение о целесообразности выпуска определённого вида продукции.
Модификацией метода, учитывающей зависимость издержек производства от объёма выпуска продукции, является метод анализа контрольной точки. В этом случае в условиях известной рыночной цены на товар определяется минимальный допустимый объём выпуска продукции, позволяющий выйти на нулевую прибыль. Если производитель имеет технологическую возможность выпустить большее количество продукции, то принимается решение о начале производства; в противном случае производитель отказывается от выпуска.
Методы, ориентированные на спрос (методы потребительской оценки), опираются на знание потребности и прогнозные оценки восприятия товара потребителем. При этом считается, что покупатель определяет для себя ценность предлагаемого товара и соотносит её с запрашиваемой ценой. При этом на первый план выходят рекламные кампании, маркетинговые стратегии продвижения товара, формирование его имиджа. В интересах производителя обеспечить дифференциацию товара по техническим и потребительским качествам, дизайну, адресности; и, соответственно, высокую эластичность цен.
Широко используются также параметрические методы ценообразования (метод удельных показателей, метод структурной аналогии). Они применяются, когда известна цена на фактически реализуемую продукцию, обладающую определённым набором потребительских свойств; при этом новая продукция при общей аналогичности отличается от прежней какими-либо параметрами. В этом случае цена на новую продукцию может быть рассчитана на основе прежней цены путём применения поправочных коэффициентов, учитывающих «улучшение» новой продукции относительно старой (например, увеличение прочности нити; или увеличение полезного объёма холодильника). Необходимо учитывать, что, в общем случае, процент увеличения цены должен несколько отставать от процента увеличения качества, иначе конкурентоспособность продукции будет теряться.
Методы, ориентированные на конкурентов, позволяют устанавливать цены на основе данных о сложившихся ценах на рынке. При этом принимается во внимание условия конкуренции, соотношение качества конкурирующего товара и его стоимости. В зависимости от выбранной маркетинговой стратегии, цена устанавливается несколько выше или несколько ниже, чем у конкурентов.